# 富昌金融
富昌金融集團控股有限公司（英文：Fulbright Financial Group Holdings Limited）成立於1999年，總部設在香港上環永安中心。屬於大型金融集團，旗下全資子公司包括富昌證券有限公司、富昌期貨有限公司及富昌資產管理有限公司。
目前集團主席為郭俊偉。

## 子公司
- 富昌證券有限公司
- 富昌期貨有限公司
- 富昌資產管理有限公司